# Chang Kyou-chul
Chang Kyou-chul (kor. 장순길, ur. 19 czerwca 1946 w Seulu jako Chang Sun-gil, zm. 19 kwietnia 2000) – południowokoreański bokser kategorii koguciej i superkoguciej, brązowy medalista letnich igrzysk olimpijskich  w Meksyku. W latach 1970–1974 stoczył 17 walk zawodowych.